# 도솔로 (대전)
도솔로는 대전광역시 서구 도마동 도마삼거리에서 시작하여 서구 용문동의 유등로와의 교차로까지 이어지는 도로이다.

## 경유지
도마삼거리(계족로) - 조달청네거리(조달청길) - 귀빈장네거리(도마로) - 변전소네거리(변동중로) - 내동네거리(동서대로) - 괴정네거리(갈마로) - 괴정동행정복지센터네거리(가장로) - 괴정약국네거리(괴정로) - 백운초교네거리(용문로) - 탄방네거리(계룡로) - 세등선원네거리(탄방로) - (도산로) - (유등로)

## 도로정보
- 길이 : 5.2km
- 너비 : 전 구간 왕복 2차로, 롯데백화점 주차장 출구부터 탄방네거리까지 북쪽 방향만 편도 3차로(왕복 4차로)